# Olgierd Jarosz
Olgierd Jarosz (serial), Wasyl Semen (powieść) – fikcyjna postać dowódcy czołgu „Rudy” z polskiego serialu telewizyjnego „Czterej pancerni i pies”. W serialu postać ta pojawiła się w pierwszych sześciu odcinkach. W tej roli wystąpił Roman Wilhelmi.

## Życiorys

### Olgierd
Narodowość Olgierda Jarosza jest jednoznacznie określona jako potomka polskich zesłańców. W pierwszym odcinku „Załoga” Jankowi i Gustlikowi przedstawia się jako oficer Armii Czerwonej, oddelegowany, by „szkolić sojuszników”. W drugim odcinku „Radość i gorycz” u przypadkowo poznanej nauczycielki dowiaduje się o swoich prawdopodobnych polskich korzeniach – według tej wersji jest wnukiem polskiego zesłańca z 1863. W odcinku czwartym „Psi pazur” na propozycję zrezygnowania z pewnej misji, która toczy się „na naszej ziemi” (czyli w Polsce), oświadcza rozmówcy: – Myślisz, że jestem gorszym Polakiem od ciebie? Poległ pod Wejherowem.
W serialu telewizyjnym w odcinku „Pierścienie” Olgierd Jarosz ukazuje się załodze w Berlinie jako widmo, co Janek komentuje, że w taką noc wszystko może się wydarzyć.

### Wasyl
W powieści Janusza Przymanowskiego, która ukazała się w 1964 r., oficer grany przez Wilhelmiego nazywa się Wasyl Semen i jest Rosjaninem o korzeniach ukraińskich. Nie miał on w swojej rodzinie polskich przodków (a przynajmniej nie jest to wprost powiedziane); mimo to, podobnie jak Grigorij, odnajduje się w Wojsku Polskim walcząc ramię w ramię z Polakami przeciwko hitlerowcom. Podobnie jak serialowy Olgierd, poległ pod Wejherowem.
Scena z widmem Wasyla Semena pojawia się również w powieści, jednak okazuje się nim być radziecki saper kpt. Iwan Pawłow – niezwykle podobny do poległego Wasyla Semena i to jego widzi załoga z oddali w Berlinie. Gdy później poznają Pawłowa, orientują się w pomyłce (on sam też, gdy zobaczył później fotografię Semena). W filmie ten wątek nie był wykorzystany dosłownie, gdyż rolę Iwana Pawłowa zagrał Rosjanin Aleksandr Bielawski, nieprzypominający z wyglądu Romana Wilhelmiego, który odrzucił propozycję powrotu do serialu ze względu na grę w niemieckim filmie pt. „Ponieważ Cię kocham”.

## Odznaczenia
- Order Czerwonej Gwiazdy – radziecki order otrzymany w czasie służby w RKKA (nosi go zarówno Wasyl, jak i Olgierd)
- Medal „Za obronę Kaukazu” – noszony tylko przez Olgierda
- Krzyż Walecznych – za bohaterskie czyny w walce z niemieckim najeźdźcą (nosi go zarówno Wasyl, jak i Olgierd)
- Krzyż Srebrny Orderu Virtuti Militari – za szturm i zdobycie Mirosławca (rozkaz nadania przyszedł do sztabu na dzień przed śmiercią Jarosza; order z rąk pułkownika odebrał Janek; otrzymał go zarówno Wasyl, jak i Olgierd).

## Przyczyny zmiany narodowości bohatera i pierwowzory historyczne

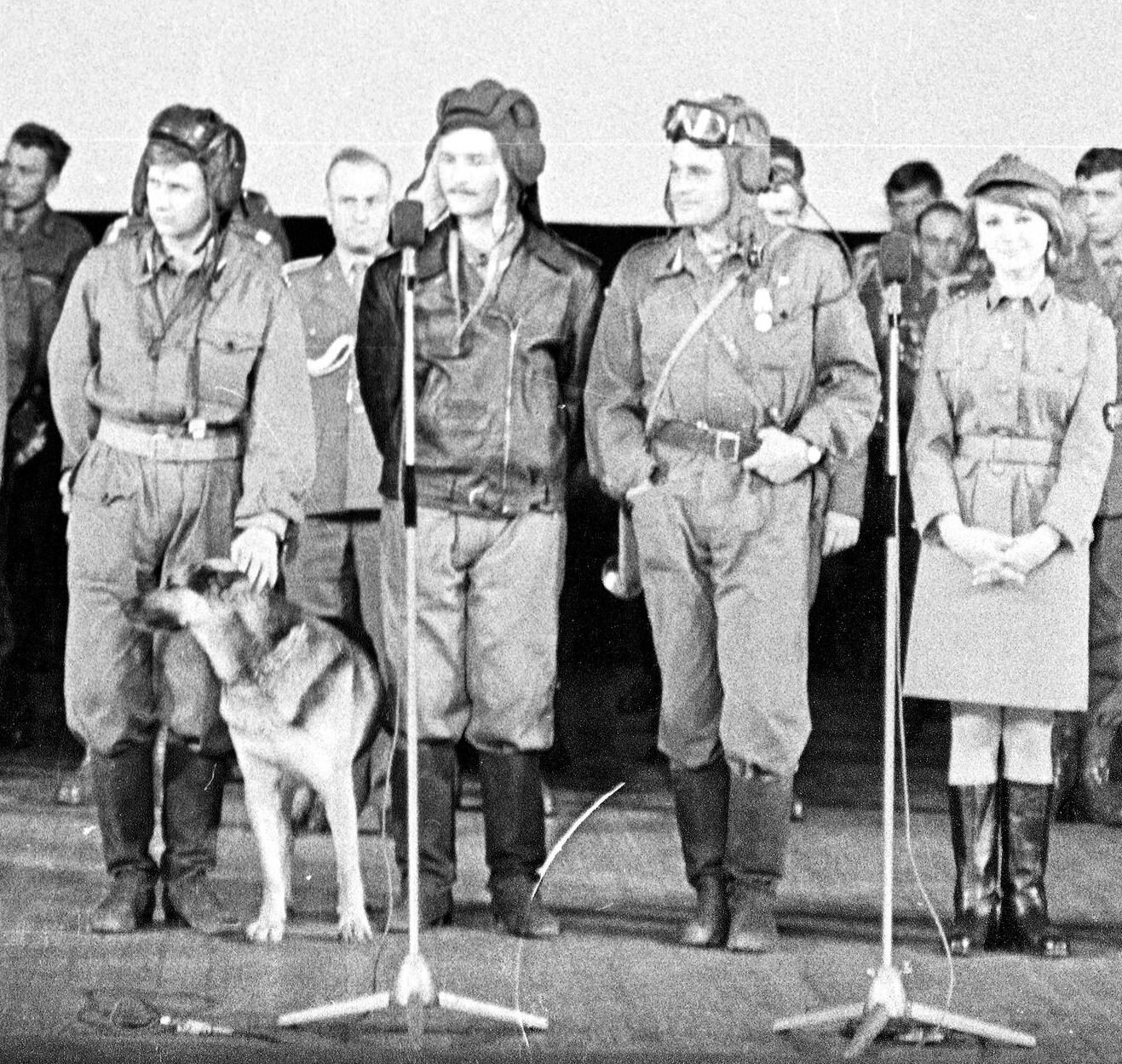
Aktorzy serialu w mundurach czołgistów na scenie – od lewej Janusz Gajos (Janek Kos), Szarik, Włodzimierz Press (Grigorij Saakaszwili), Roman Wilhelmi (Olgierd Jarosz), Małgorzata Niemirska (Lidka Wiśniewska). Premiera serialu w Sali Kongresowej Pałacu Kultury i Nauki (1966)

Zmiana narodowości i nazwiska pierwszego dowódcy czołgu w serialu była wymogiem propagandowym. W czasie wojny do odradzającego się Wojska Polskiego na Froncie Wschodnim, oprócz rdzennych Rosjan i innych obywateli ZSRR (tzw. pełniący obowiązki Polaka), odsyłano z Armii Czerwonej wielu oficerów, a nawet podoficerów i żołnierzy, którzy byli potomkami Polaków zesłanych na Syberię, migrantów z czasów Imperium Rosyjskiego, a także kresowiaków powołanych pod broń w latach 1939–1941.
Do pierwowzorów Olgierda-Wasyla zaliczani są:
- Wiktor Tiufiakow (Cygan) – Rosjanin, oficer radzieckiej broni pancernej skierowany do Wojska Polskiego, dowódca czołgu 110 i 1 kompanii pancernej[6]. Zmarł w 1993 w Kazachstanie.
- Wacław Feryniec – Polak, uczestnik bitwy pod Lenino, historyczny dowódca czołgu 102. Zmarł w 2017 w stopniu pułkownika[7].
- Michał Gaj – Polak, dowódca czołgu 228, ranny na Pradze[potrzebny przypis]. Po wojnie[potrzebny przypis] poślubił Lidię Mokrzycką, radiotelegrafistkę brygady[8].

Według Gabi Rumowski nazwisko Olgierd Jarosz, wymyślone w serialu po zmianie narodowości książkowego Wasyla Semena na polską, było nawiązaniem do czechosłowackiego bohatera narodowego – nadporucznika Otakara Jaroša. Otrzymał on pośmiertnie awans na kapitana, a także (jako pierwsza osoba niemająca radzieckiego obywatelstwa) tytuł Bohatera Związku Radzieckiego.